# Панагия Халкеон
Панаги́я Халке́он (греч. Παναγία τῶν Χαλϰέων — Богоматерь медников) — крестово-купольная церковь, посвященная Богородице в городе Салоники. В 1988 году в составе раннехристианских и византийских памятников Салоник включена в перечень объектов Всемирного наследия.

## История создания
О создании церкви повествует ктиторская надпись на главных вратах западного входа в храм. Она сообщает:«Это место, которое раньше было осквернено, посвящено храму Богородицы Христофором — славнейшим царским чиновником и правителем Лонгобардии, его супругой Марией и детьми Никифором и Анной в сентябре 6537 года от сотворения мира». Надписи в самой церкви дополнительно сообщают, что церковь была построена Христофором ради себя и родных «за спасение и отпущение их грехов». Могила Христофора находится у северной стены храма, немного выступая за неё.
Дата 6537 год от сотворения мира определяется как 1028 год (по византийской хронологии) или 1044 год (по александрийской хронологии). Исследователи считают, что более верной датой постройки церкви является 1028 год.
Церковь была превращена в мечеть в 1430 году и ей было дано название Казантзилар дзами так как она была в районе медных мастерских. От этого названия произошло и сегодняшнее название церкви — Халкеон.

## Особенности архитектуры
Церковь построена из кирпича, создающего декоративный эффект (многочисленные стрельчатые арки, опоясывающие храм зубчатые ленты). Храм не имеет галереи, купол опирается на четыре колонны в центральной части храма, имеющей форму квадрата. Алтарная часть имеет три апсиды (жертвенник, алтарь, диаконник). На западной стороне храма имеется неф, соединяющийся с основной частью храма через трое ворот. К нефу примыкает галерея более поздней постройки.
До 1934 года церковь до горизонтального каменного пояса была покрыта землёй. Раскопки произвел профессор Димитрий Евангелидис, который в ходе восстановительных работ придал храму первоначальный вид.

## Внутреннее убранство
В церкви находятся плохо сохранившиеся фрески времён её постройки. Купол украшен фреской Вознесение Господне: вокруг образа Христа расположены Богородица в окружении двух ангелов, а также двенадцать апостолов. Ниже на стенах барабана купола изображения библейских пророков с грамотами в руках, на которых написаны их предсказания, относящиеся к Иисусу Христу.
Алтарная часть украшена фресками со сценами Тайной вечери, Рождества, Сретения и Успения Богородицы. В нефе основной фреской является композиция Второе пришествие.
Из архитектурных украшений сохранились только украшенные барельефами и крестами капители четырёх колонн, поддерживающих купол.